# Adam Koksland
Adam Koksland was een Griekwastaat rondom de stad Philippolis in het tegenwoordige Zuid-Afrika. Adam Koksland werd geregeerd door de Griekwa kaptyn Adam Kok III tot de Britse annexatie in 1848, en werd in 1861 door Kok en zijn volk verlaten om Oost-Griekwaland te stichten.

## Geschiedenis
Adam Koksland, het zuiden van de tegenwoordige Zuid-Afrikaanse provincie Vrijstaat, werd bevolkt door Griekwa onder leiding van de familie Kok. Zij staken in gemeenschappen de Oranjerivier over omdat ze als bastaarden en kleurlingen niet welkom werden geheten in de Kaapkolonie. De Griekwa van Adam Koksland bezaten land op individuele basis en hadden grote kudden vee. Ze waren een kleine maar ontwikkelde gemeenschap met een sterk onafhankelijkheidsgevoel.
Vanwege de Grote Trek in de jaren 30 en 40 van de 19e eeuw werd Adam Koksland overrompeld door Voortrekkers en Boeren die werden aangetrokken door de open grasvelden. Omdat de Britten al hun handen vol hadden aan de Xhosa met de Grensoorlogen, stuurden ze missionarissen om een gewapend conflict tussen de Griekwa en de Boeren te voorkomen.
Britse missionarissen haalden kaptyn Adam Kok III over om Adam Koksland tot een Brits protectoraat te maken, dat hem in ruil voor bescherming verhinderde actie te ondernemen tegen de Boeren. Van de beloofde bescherming kwam echter niets terecht en de Boeren bleven ongehinderd binnentrekken. In 1848 werd door Harry Smith de Oranjeriviersoevereiniteit uitgeroepen en zes jaar later volgde de Boerenrepubliek Oranje Vrijstaat, waarmee de Griekwa hun onafhankelijkheid definitief kwijt waren. In 1861 vertrokken Adam Kok III en zijn volk over de Drakensbergen om de nieuwe Griekwarepubliek Oost-Griekwaland te stichten, die bestond tot 1879.